# 김수현 (아나운서)
김수현은 대한민국의 아나운서이자 게임 캐스터이다.